# Pohřebiště řeckých panovníků

Znak Řeckého království

Řecké království existovalo v letech 1832 až 1973. Všichni králové z oldenburské dynastie byli pohřbeni v Tatoi u Athén, první král z dynastie Wittelsbachů odpočívá v Mnichově.
| Jméno                 | Doba života | Místo pohřbení                                                                                  |
| --------------------- | ----------- | ----------------------------------------------------------------------------------------------- |
| Ota I.                | 1815–1867   | Knížecí hrobka v Theatinském kostele v Mnichově, srdce v altöttinské kapli Panny Marie          |
| Amálie Oldenburská    | 1818–1875   | Knížecí hrobka v Theatinském kostele v Mnichově                                                 |
| Jiří I.               | 1815–1867   | Královský hřbitov v zámeckém parku Tatoi                                                        |
| Olga Ruská            | 1851–1926   | Královský hřbitov v zámeckém parku Tatoi                                                        |
| Konstantin I.         | 1868–1923   | Královský hřbitov v zámeckém parku Tatoi                                                        |
| Žofie Pruská          | 1870–1932   | Královský hřbitov v zámeckém parku Tatoi                                                        |
| Alexandr I.           | 1893–1920   | Královský hřbitov v zámeckém parku Tatoi                                                        |
| Aspasia Manos         | 1896–1972   | Původně na hřbitově San Michele v Benátkách, poté na královském hřbitově v zámeckém parku Tatoi |
| Jiří II.              | 1890–1947   | Královský hřbitov v zámeckém parku Tatoi                                                        |
| Alžběta Rumunská      | 1894–1956   | Hedingerkirche v Sigmaringenu                                                                   |
| Pavel I.              | 1901–1964   | Královský hřbitov v zámeckém parku Tatoi                                                        |
| Frederika Hannoverská | 1917–1981   | Královský hřbitov v zámeckém parku Tatoi                                                        |
| Konstantin II.        | 1940–2023   | Královský hřbitov v zámeckém parku Tatoi                                                        |